# Niki Aebersold
Pour les articles homonymes, voir Aebersold.
Niki Aebersold est un coureur cycliste suisse né le 5 juillet 1972 à Freimettigen. Il a pris sa retraite à la fin de la saison 2005.

## Palmarès

### Palmarès amateur
- 1995
  - Rund Um die Rigi
  - 9e étape du Tour de Rhénanie-Palatinat
  - 6e étape du Regio-Tour
  - Championnat de Zurich amateurs
  - 3e du Grand Prix de la Liberté

### Palmarès professionnel
- 1996
  - 3e du Tour du Leimental
- 1997
  - Tour du Stausee
  - 10e étape du Tour de Suisse
  - Tour de Suisse orientale :
    - Classement général
    - 1re, 2e, 3e, 4e et 5e étapes

  - 1re étape du Grand Prix Guillaume Tell
  - 2e du Grand Prix Guillaume Tell
  - 2e du Tour du Leimental
  - 3e du Tour du Schynberg
  - 3e du championnat de Suisse sur route
- 1998
  -  Champion de Suisse sur route
  - Vienne-Rabenstein-Gresten-Vienne
  - 2e étape du Tour d'Autriche
  - 7e et 9e étapes du Tour de Suisse
  - Tour du Schynberg
  - Milan-Turin
  - 3e de Colmar-Strasbourg
  - 5e du championnat du monde sur route
- 1999
  - 6e de Liège-Bastogne-Liège
- 2000
  - 6e du championnat du monde sur route
- 2001
  - 2e de Milan-Turin
  - 8e du Championnat de Zurich
- 2002
  - 3e du Grand Prix de Lugano
- 2003
  - 3e du championnat de Suisse sur route
- 2004
  - 6e étape du Tour de Suisse

## Résultats sur les grands tours

### Tour d'Espagne
4 participations
- 1998 : 27e
- 1999 : 20e
- 2001 : 90e
- 2003 : 144e

### Tour d'Italie
2 participations
- 2000 : 68e
- 2004 : 41e